# Комисова, Вера Яковлевна
Ве́ра Я́ковлевна Ко́мисова (в девичестве — Ники́тина, 11 июня 1953, Ленинград, РСФСР, СССР) — советская легкоатлетка, олимпийская чемпионка в беге на 100 метров с барьерами. Заслуженный мастер спорта СССР (1980).

## Карьера
Родилась в 1953 году в Ленинграде. В юношеском возрасте начала заниматься бегом. Первый тренер — Аллан Михайлович Нотман, затем стала заниматься у Бориса Филипповича Щенникова, после того, как тот сделал ей соответствующее предложение, которое поддержал Нотман, поскольку считал, что под руководством Щенникова она сможет стать олимпийской чемпионкой.
В 1976 году выполнила норматив на звание «Мастера спорта СССР». В 1978 году одержала победу в розыгрышах зимнего и летнего Кубка СССР, однако на Чемпионате СССР того же года финишировала третьей. Тем не менее вскоре была зачислена в сборную страны, спортсмены которой готовились к очередным Олимпийским играм. В 1979 году стала чемпионкой СССР в беге на 100 метров с барьерами в помещении.  
На Олимпийских играх в Москве Вера стала победительницей на дистанции 100 метров с барьерами, а ёе результат в 12,56 сек. стал новым олимпийским рекордом. Также вместе с Людмилой Маслаковой, Верой Анисимовой и Натальей Бочиной стала серебряным призёром Игр в эстафете 4×100 метров, уступив команде ГДР.
Была награждена орденом Трудового Красного Знамени.